# Rolfstind
Der Rolfstind (norwegisch) ist ein 1925 m hoher Berg im Wohlthatmassiv des ostantarktischen Königin-Maud-Lands. Er ist die nördlichste Erhebung der Mittleren Petermannkette.
Wissenschaftler des Norwegischen Polarinstituts benannten ihn 1968. Namensgeber ist Rolf L. Johnson, Koch der Dritten Norwegischen Antarktisexpedition (1956–1960).